# Lynx (Raketenflugzeug)
Lynx (altgr. für „Luchs“) war ein Entwicklungsprojekt für ein zweisitziges Raketenflugzeug für suborbitale Raumflüge, das horizontal starten und landen sollte. Neben dem Piloten sollte entweder eine wissenschaftliche Nutzlast oder eine zweite Person im Cockpit transportiert werden. Die Entwicklung wurde im Jahr 2016 eingestellt.

## Konstruktion und Antrieb
Bei der Konstruktion von Lynx setzte sich der Hersteller XCOR Aerospace das Ziel, durch ein einfaches Design eine hohe Zuverlässigkeit, vollständige Wiederverwendbarkeit und dadurch zu geringe Betriebskosten zu erreichen. Lynx sollte über vier Triebwerke des Typs XR-5K18 verfügen, die Flüssigsauerstoff (LOX) und Kerosin verbrennen. Statt der üblichen Turbopumpen war der Einsatz von kostengünstigeren Kolbenpumpen geplant.

## Vorgesehene Versionen

### Lynx Mark I
Der erste Prototyp der Lynx sollte die Bezeichnung Mark I tragen und der Erprobung des Flugzeugs sowie der Lizenzierung für Passagierflüge durch die US-Luftfahrtbehörde FAA dienen. Die Gipfelhöhe soll 61 km betragen.

### Lynx Mark II
Die Version Mark II sollte weitgehend identisch zu Mark I sein, aber ein geringeres Leergewicht haben. Unter anderem sollte der Tank aus dem leichten Verbundwerkstoff Nonburnite gefertigt werden, um Gewicht einzusparen. Dies hätte sich positiv auf die Steigleistung ausgewirkt, sodass Höhen von über 100 km erreichbar schienen, womit die Grenze zum Weltraum überschritten worden wäre. Die Version Mark II war für Nutzlasten bis 120 kg vorgesehen: entweder einen Weltraumtouristen oder wissenschaftliche Experimente.

## Technische Daten
| Kenngröße  | Daten                                           |
| ---------- | ----------------------------------------------- |
| Länge      | 8,50 m                                          |
| Spannweite | 7,32 m                                          |
| Höhe       | 2,20 m                                          |
| Antrieb    | 4 XR-5K18 Flüssigkeitstriebwerke, wiederzündbar |
| Schub      | 4 × 12,9 kN                                     |
| Nutzlast   | 120 kg                                          |
| Tankinhalt | 720 kg                                          |

### Lynx Mark III
Die Version Mark III wurde als Weiterentwicklung mit verändertem Antrieb und Fahrwerk angekündigt. Mit einem zusätzlichen externen Behälter sollte sie bis zu 650 kg mehr Nutzlast transportieren, zum Beispiel ein wissenschaftliches Experiment oder auch eine Kickstufe, um einen kleinen Satelliten in eine Erdumlaufbahn zu bringen.

## Entwicklungsgeschichte
Lynx wurde von XCOR Aerospace im März 2008 angekündigt, damals war der erste Testflug für 2010 vorgesehen. Die Entwicklungskosten für die Mark-I-Version wurden auf weniger als 10 Millionen US-Dollar geschätzt. Einen Erfolg verzeichneten die Entwickler am 26. März 2013, als ein Triebwerk am Boden einen Testlauf von 67 s erfolgreich absolvierte. Als Testpilot verpflichtete XCOR den früheren Shuttle-Astronauten Rick Searfoss. Erste Testflüge mit der Version Mark I wurden für Sommer 2013 angekündigt, fanden aber bisher nicht statt.
Im Mai 2016 teilte XCOR mit, dass die Entwicklung von Lynx vorerst ausgesetzt würde. Stattdessen würde XCOR sich auf die Antriebe konzentrieren. Aus Kostengründen musste XCOR eine beträchtliche Anzahl von Mitarbeitern entlassen. Das Projekt wurde nicht wieder aufgenommen.

## Flugverlauf
Die Flüge sollten vom Mojave Air & Space Port, einem Startplatz auf Curaçao und vom Kennedy Space Center stattfinden, aber grundsätzlich sollte Lynx von jedem Flughafen abheben können, dessen Startbahn mindestens 2400 m lang ist. Geplant war, das Flugzeug an den Anfang der Startbahn zu schleppen, von wo es mit seinen eigenen Triebwerken startet. In den ersten drei Minuten des Fluges sollte es mit Mach 2,9 bis auf eine Höhe von 58,5 km steigen, wo die Triebwerke abgeschaltet worden wären. Das Flugzeug sollte dann weiter bis zu einer Gipfelhöhe von 103 km steigen. Die Phase der Schwerelosigkeit hätte den Planungen zufolge etwa 6 Minuten gedauert. Für den Wiedereintritt in die Atmosphäre wurde eine Bremsverzögerung von bis zu 4 g erwartet. Während des Landeanflugs sollten die Triebwerke erneut gezündet werden können. Die Landung wäre horizontal erfolgt, mit einer geplanten Geschwindigkeit von etwa 170 km/h. Der ganze Flug sollte den Sichtflugregeln folgen.
Schon nach zwei Stunden sollte das Flugzeug wieder startbereit sein. Dies hätte vier Flüge pro Tag ermöglicht, im Zweischichtbetrieb sogar acht Flüge.

## Verwendung
Der vorgesehene Zweck von Lynx-Flügen waren Weltraumtourismus und wissenschaftliche Mikrogravitationsexperimente.
Die touristische Vermarktung der Lynx-Flüge erfolgte über die Firma Space Expedition Corporation (SXC). Der Preis für einen Flug mit Mark I betrug 95.000 US-Dollar, ein Flug mit Mark II wurde für 100.000 US-Dollar angeboten. Am 1. Januar 2016 wurde der Preis für die Mark 2 auf 150.000 Dollar angehoben. Seit Anfang 2013 wurden auch Preisausschreiben veranstaltet, bei denen Flugtickets zu gewinnen waren, so von Unilever als Werbung für Axe und von der Fluggesellschaft KLM.
Die Finanzierung für wissenschaftliche Nutzlasten stellte unter anderem die Organisation Citizens in Space bereit; Entwicklungspartner war das Silicon Valley Space Center. Ein erster Vertrag umfasste 100 Experimente sowie 10 Personen, die die Experimente während des Flugs betreuen.